# Un momento
Singles de Inna
Club Rocker
(2011) Endless
(2011)
Un Momento est une chanson electropop et synthpop de l'artiste roumaine Inna. Troisième single extrait de son deuxième album studio I Am the Club Rocker. Sortie en tant que piste bonus sur les éditions espagnole et britannique de son premier album Hot. La chanson a été écrite et produite par les producteurs habituels de Inna : Play & Win et le DJ espagnol, artiste et producteur Juan Magán. La chanson a été publiée en premier en tant que single promotionnel le 2 septembre 2010 puis a été officiellement lancée en France le 19 juillet 2011 comme single officiel. Un clip vidéo a été tourné à Palma de Majorque en Espagne à l'été 2011.

## Liste des pistes
- "Un Momento-EP" UK digital download[1]

1. "Un Momento" (UK Radio Edit)
2. "Un Momento" (Radio Edit)
3. "Un Momento" (Hi Def Radio Edit)
4. "Un Momento" (Hi Def Mix)
5. "Un Momento" (7th Heaven Radio Edit)
6. "Un Momento" (7th Heaven Mix)

## Classements
| Classement (2010-2011)                  | Meilleure position |
| --------------------------------------- | ------------------ |
| Belgique (Flandre Ultratip 100)         | 12                 |
| Belgique (Wallonie Ultratop 50 Singles) | 31                 |
| Bulgarie                                | 36                 |
| France (SNEP)                           | 42                 |
| Pays-Bas (Mega Single Top 100)          | 98                 |
| Pologne                                 | 48                 |
| Russie (TopHit 100)                     | 85                 |
| Roumanie (Romanian Top 100)             | 12                 |
| Espagne (PROMUSICAE)                    | 46                 |
| Slovaquie (IFPI Rádio)                  | 4                  |

| Classement (2011) | Meilleure position |
| ----------------- | ------------------ |
| Roumanie Top 100  | 70                 |

## Historique de sortie
| Pays                   | Date               | Format                           | Label                                         |
| ---------------------- | ------------------ | -------------------------------- | --------------------------------------------- |
| Espagne                | 28 septembre, 2010 | Téléchargement digital           | Roton                                         |
| France                 | 19 juillet, 2011   | Téléchargement digital           | Roton                                         |
| Chili                  | 14 mai 2011        | Airplay                          | Ultra Records                                 |
| Chili                  | 31 juillet 2011    | Radio rééditée                   | Ultra Records                                 |
| Europe de l'Est        | 15 août, 2011      | Airplay, téléchargement digital  | Universal Music Roton Nergia Spinnin' Records |
| Mexique                | 26 août 2011       | Remixes — Téléchargement digital | +Mas Label / EMPO                             |
| Royaume-Uni et Irlande | 23 octobre 2011    | Téléchargement digital           | 3 Beat, AATW                                  |